# Pes hřivnatý
Pes hřivnatý (Chrysocyon brachyurus), též vlk hřivnatý, u domorodých indiánů kmene Guaraní známý jako Guarou či Aguarasu (v překladu „vysoká liška“), je šelma z čeledi psovitých (Canidae).

## Základní informace

### Rozšíření
Obývají Jižní Ameriku, především území Brazílie, severní Argentiny, Paraguaye, jižní Bolívie a jihovýchodního Peru. Jejich domovem jsou křovinaté lesy a savany s bažinatým povrchem a bujnou vysokou vegetací.

### Popis

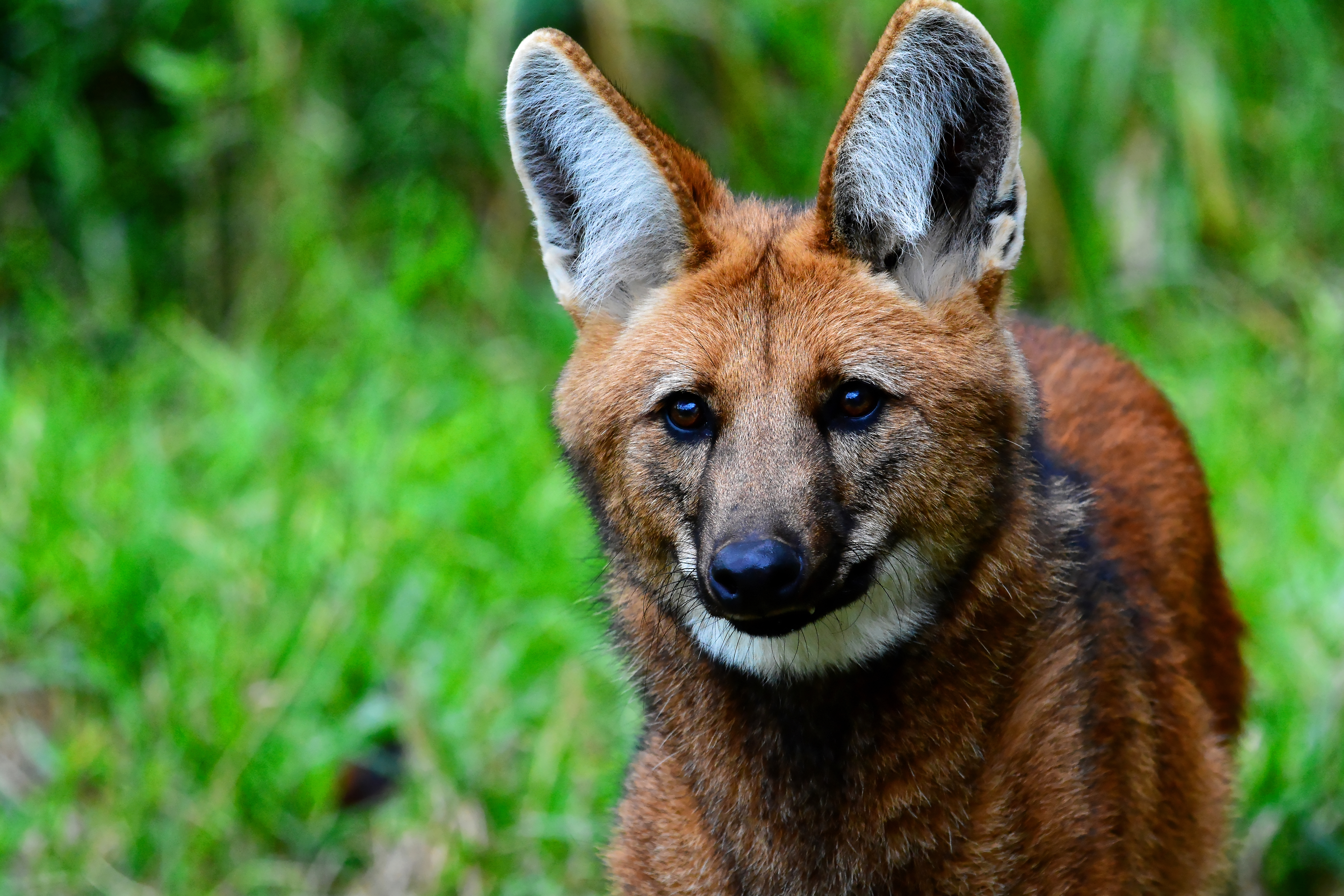
Detail hlavy

Vlci hřivnatí dorůstají délky 95–107 cm, s ocasem dlouhým 35–49 cm. V kohoutku měří 70–90 cm, váží 20–25 kg. Svým vzhledem vlk hřivnatý připomíná spíše lišku s extrémně dlouhýma nohama a nápadnou hřívou přes ramena. Dlouhé nohy mu umožňují vidět přes vysokou trávu, zkosené drápy usnadňují pohyb v bažinatém prostředí. Je mimochodníkem. Je znám silným, specifickým pachem moči samců, podobným pachu marihuany. Někdy se mu proto říká skunčí vlk, přestože tento pach není zdaleka tak nepříjemný.

### Způsob života
Samec a samice obývají společné teritorium ale většinou se setkávají pouze v době páření. Páření probíhá na konci jara, 2–5 mláďat přichází na svět v průběhu srpna a září. Mláďata dospívají v jednom roce. Doba březosti samic činí 56 až 66 dnů. Dožívají se asi 16 let. Vlci hřivnatí jsou monogamní, na celý život mají jednoho partnera.

### Potrava

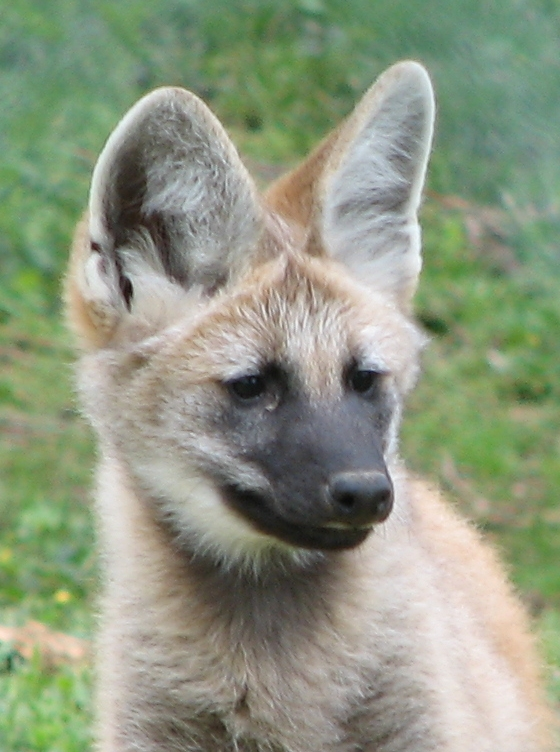
Několikatýdenní mládě

Pes hřívnatý je všežravec. Loví menší a střední savce jako jsou hlodavci (zvláště zajíci), dále pak ptáky a ryby. Přes 50 % jeho jídelníčku tvoří rostlinná strava – cukrová třtina, různé hlízy a ovoce (zvláště vlčí jablko – Solanum lycocarpum).

## Chov v zoo
Tento druh byl v červenci 2019 chován ve více než 60 evropských zoo. V rámci Česka se jedná o tyto zoo:
- Zoo Brno – od roku 2010, kdy přijel pár: samec Milan z německé Zoo Stuttgart a samice Mira ze Zoo Heidelberg
- Zoo Hodonín
- Zoo Plzeň
- Zoo Praha
- Zoo Ústí nad Labem

V minulosti byl tento druh chován také v Zoo Děčín, Zoo Dvůr Králové, Zoo Jihlava, Zoo Liberec, Zoo Olomouc, Zoo Zlín.
Na Slovensku tento druh chován není, pouze krátkodobě se v roce 1975 objevil v Zoo Bojnice.

### Chov v Zoo Praha
Tento druh začal být chován v Zoo Praha na konci 60. let 20. století. V zoo se za éry prof. Veselovského povedl jeden z prvních světových odchovů tohoto druhu. Na konci roku 2018 byl chován jeden pár.
Vlk hřivnatý je k vidění v horní části zoo, poblíž výběhu koní Převalského a horní stanice lanovky, a to v rámci expozičního celku Napříč kontinenty.